# Lijst van dialecten van de wereld - F
Deze lijst van dialecten is zeker niet compleet en de aanduiding 'dialect' zal voor diverse van de genoemde variëteiten zeker omstreden zijn. De lijst bevat in principe alleen variëteiten die nauwelijks standaardisatie hebben ondergaan. Ze zijn geordend onder een kop die ofwel redelijk adequaat de genoemde subvariëteiten omvat, ofwel de naam is van de standaardtaal die door de dialectsprekers als lingua franca wordt gehanteerd.
Zie voor achtergronden over de schakeringen van de taal-dialectrelatie de lemma's variëteit (taalkunde), taal, dialect, streektaal, standaardtaal, dialectcontinuüm, taalfamilie.

## Fagani
Agufi - Fagani - Rihu'a

## Fali
Bween - Huli - Madzarin - Vin

## Fijisch
Bau - Centraal-Vanua Levu - Kadavu - Noordoost-Vanua Levu - Noordoost-Viti Levu - West-Vanua Levu - Zuidoost-Vanua Levu - Zuidoost-Viti Levu

## Finallig
Barlig - Kadaklaans - Lias

## Fins

### Oost-Fins
Savo - Zuidoost-Fins

### West-Fins
Tavastia-Fins - Midden- en Noord-Botnisch - Peräpohjola - Zuid-Botnisch - Zuidwest-Fins

## Fordata
Fordata-Larat I - Fordata-Larat II - Molo-Maru - Seira

## Frans
Acadisch Frans - Belgisch-Frans - Camfranglais - Corsicaans Frans - Elzassisch Frans - Franc-Comtois - Indochinees Frans - Ivoriaans Frans - Jersey-Frans - Le Mans-Frans (parler sarthois) - Libanees Frans - Luxemburgs Frans - Lyon-Frans - Maghrebijns Frans - Marseille-Frans - Newfoundlands-Frans - Nieuw-Caledonisch Frans - Ontario-Frans - Parijs - Quebecs-Frans - Saint-Etienne-Frans (parler gaga) - Savoyaards-Frans - Valle d'Aosta-Frans - Zuid-Frans - Zwitsers-Frans

## Fries (Westerlauwers)
Aasters - Hindeloopers - Kleifries - Noordhoeks - Schiermonnikoogs - Westers - Woudfries - Zuidwesthoeks

## Futuna-Aniwa
Aniwa - West-Futuna
A · B · C · D · E · F · G · H · I · J · K · L · M · N · O · P · Q · R · S · T · U · V · W · Y · Z